# 1878年玉环地震
1878年玉环地震指的是清光绪四年（1878年）发生在中國温州府玉环厅（今浙江省玉环市）的一场地震。这次地震的发生地玉环属于海岛。在历史上，是次地震也并无包括震级在内的太多记载。

## 背景
玉环是中華人民共和國全国14个海岛县之一，境内岛屿林立、海礁棋布。地震发生时，玉环全境由玉环岛、楚门半岛（1977年建设的漩门大坝将玉环岛连入楚门半岛，详见漩门港堵港截流促淤工程）及鸡山、披山、洋屿、大鹿、茅埏、横床等55个岛屿组成。其中，玉环本岛面积达170平方千米，是浙江省第二大岛。而地震发生地浙江，是中华人民共和国建国以来，中国唯一一个没有发生过强震的省份，原因在于浙江恰好避开了环太平洋地震带和欧亚地震带两大地震带。

## 记载
本次地震在历史上的记载基本上仅有以下两处：
- 光绪《玉环厅志》卷一四的《异》一节中有：“光绪四年……七月初一夜地震，大风雨”[6][7]。
- 中华人民共和国建国后编纂的《玉环县志》的《大事记》中记载同上[8]

由以上史料可以看出，这次地震发生于清光绪四年（公元1878年）7月30日晚，且伴随着大风及暴雨。